# Stygobromus pizzinii
Stygobromus pizzinii is een vlokreeftensoort uit de familie van de Crangonyctidae. De wetenschappelijke naam van de soort is voor het eerst geldig gepubliceerd in 1938 door Clarence Raymond Shoemaker.